# Eremosparton aphyllum
Eremosparton aphyllum är en ärtväxtart som först beskrevs av Pall., och fick sitt nu gällande namn av Fisch. och Carl Anton von Meyer. Eremosparton aphyllum ingår i släktet Eremosparton och familjen ärtväxter. Inga underarter finns listade i Catalogue of Life.